# Zabitka
Zabitka, martwica boczna – wada drewna z grupy wad budowy. Jest to przyobwodowa warstwa obumarłego, zranionego drewna, znajdująca się na pniu, powstała w wyniku miejscowego zniszczenia kambium na skutek: pożaru, silnego nasłonecznienia, działania niskich temperatur, uszkodzeń wywołanych przez zwierzęta - osmykiwanie (czemchanie), spałowanie) lub człowieka oraz innych urazów mechanicznych.
Ze względu na stopień zabliźnienia rany zabitki dzieli się na:
- otwarte (gdy rana jest świeża, lub jeszcze nie zabliźniona przez otaczające słoje roczne),

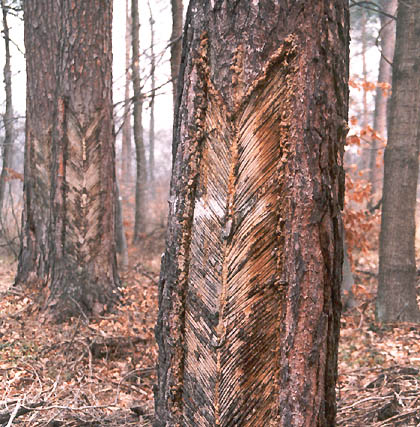
Spała żywiczarska – typowa zabitka otwarta na sośnie pospolitej
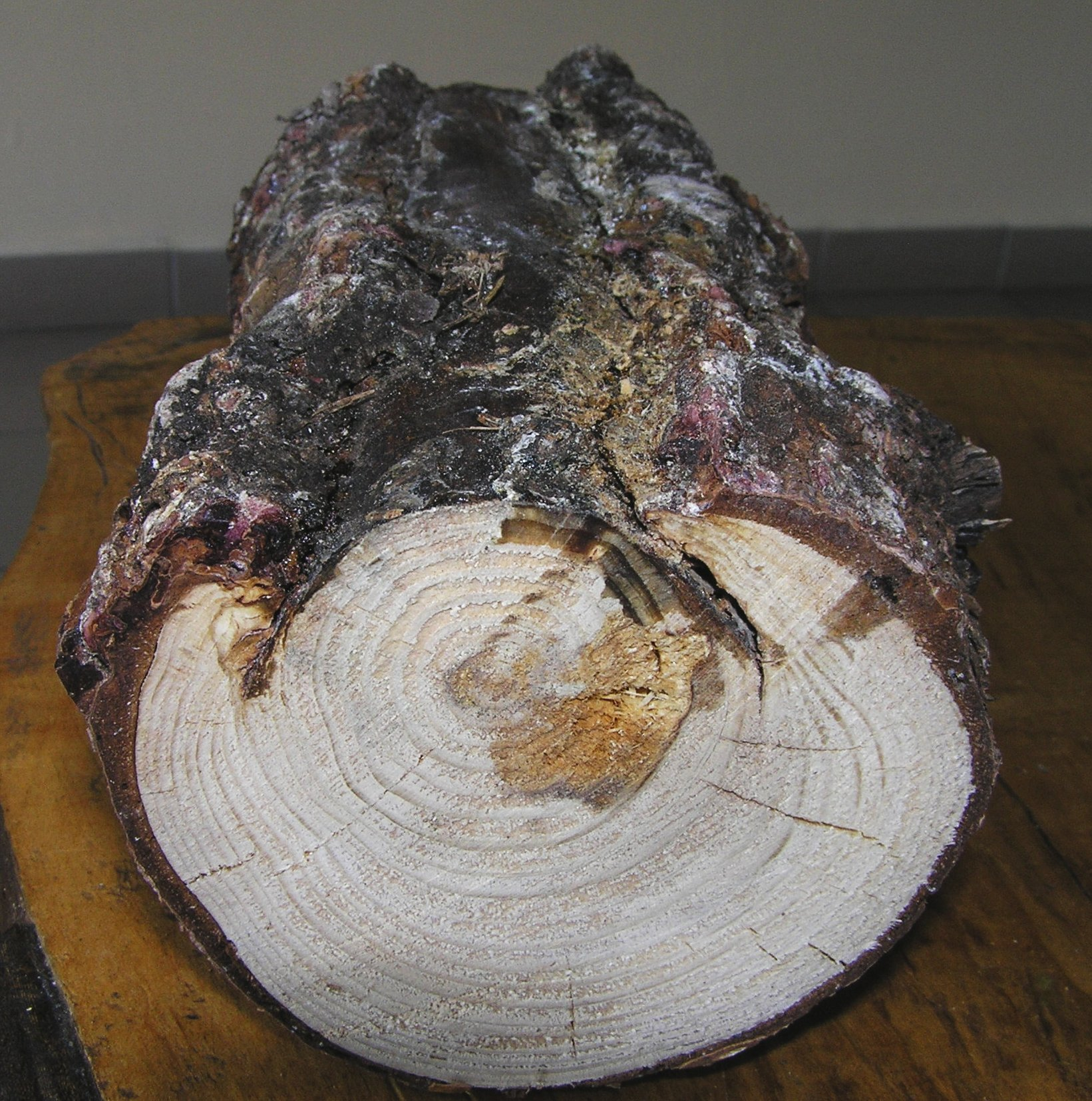
Zabitka otwarta na świerku pospolitym
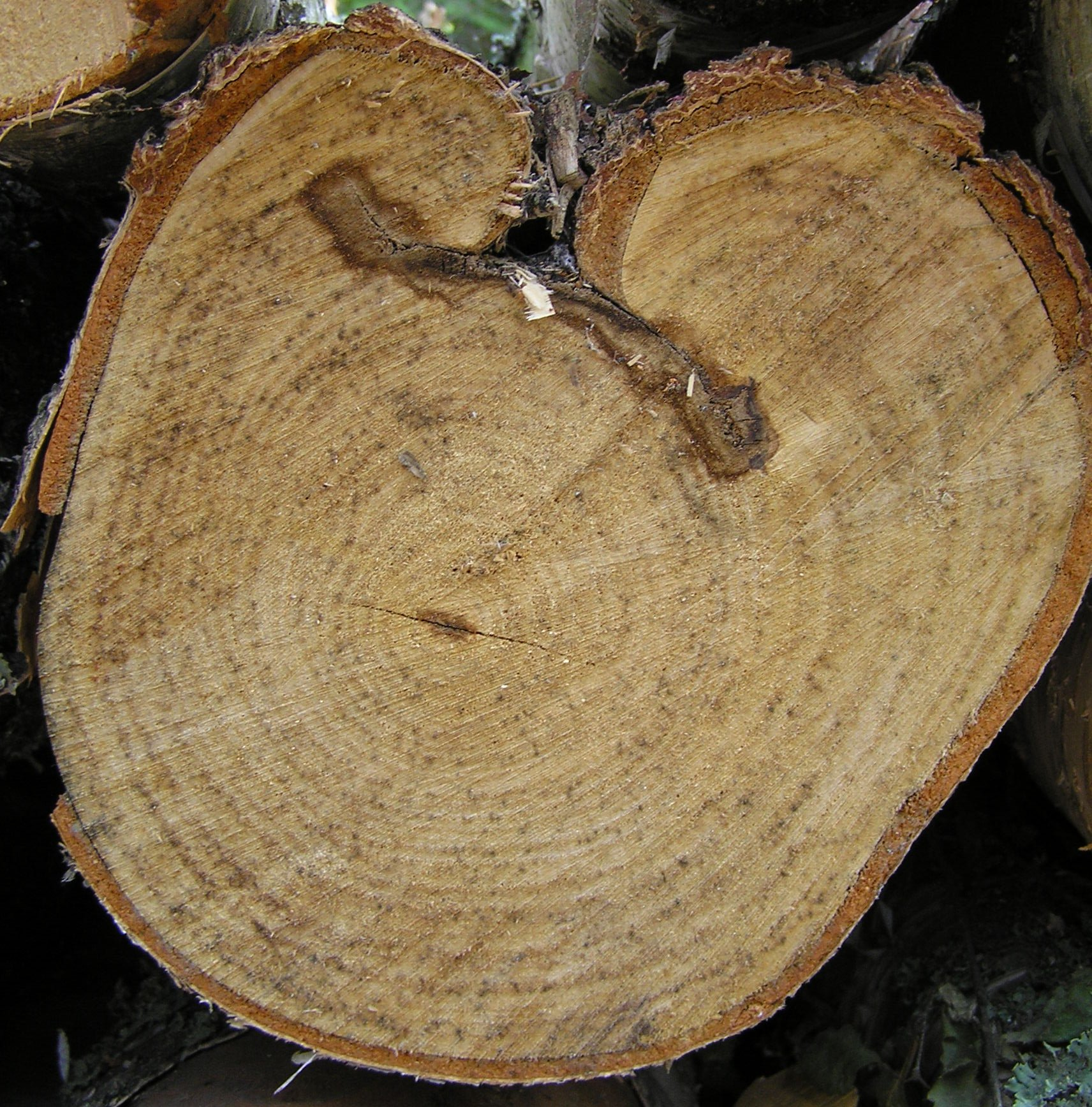
Zabitka otwarta na brzozie brodawkowatej
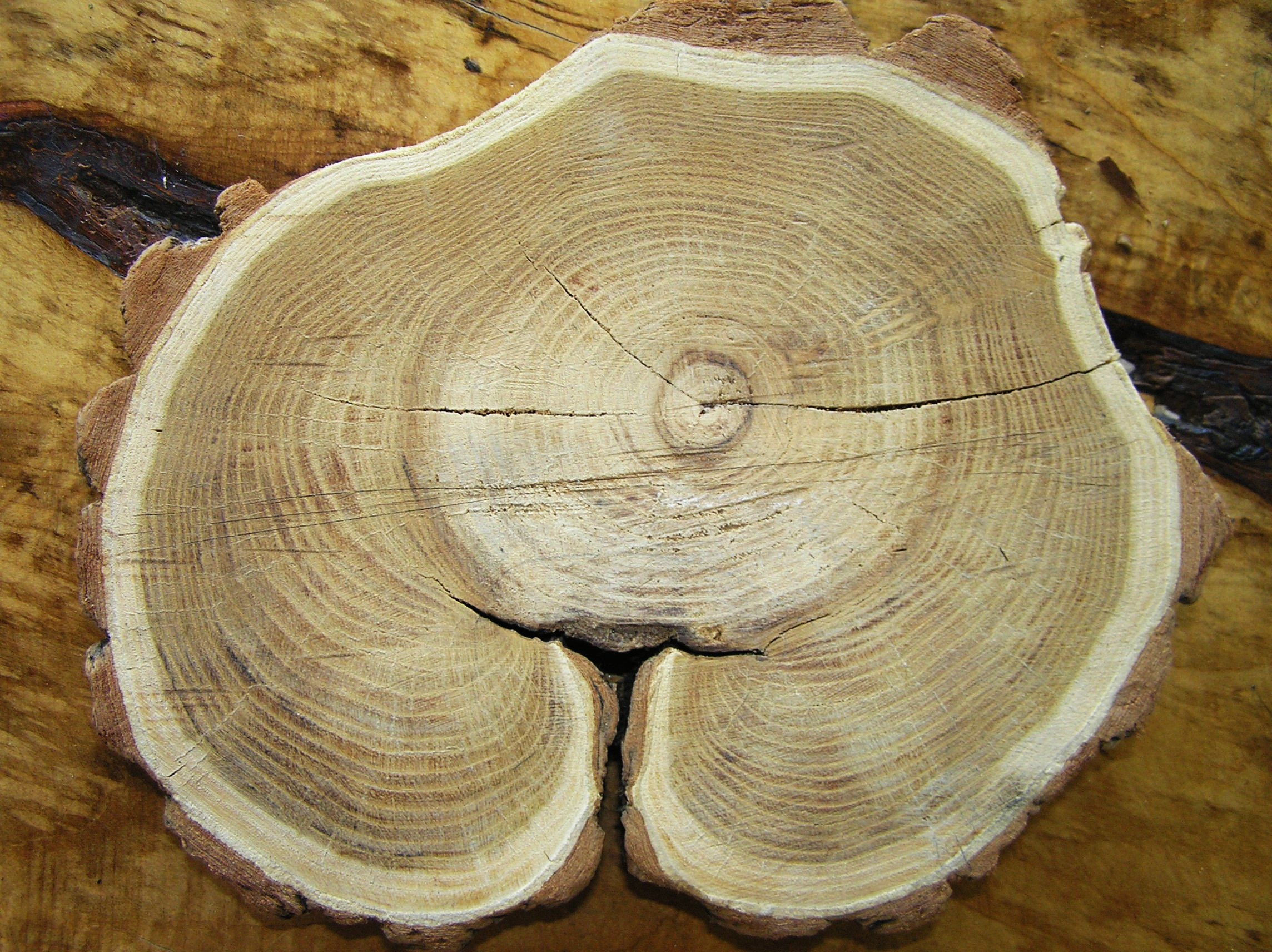
Zabitka otwarta na robinii akacjowej

- zamknięte, zarośnięte (gdy słoje drewna połączą się nad raną).

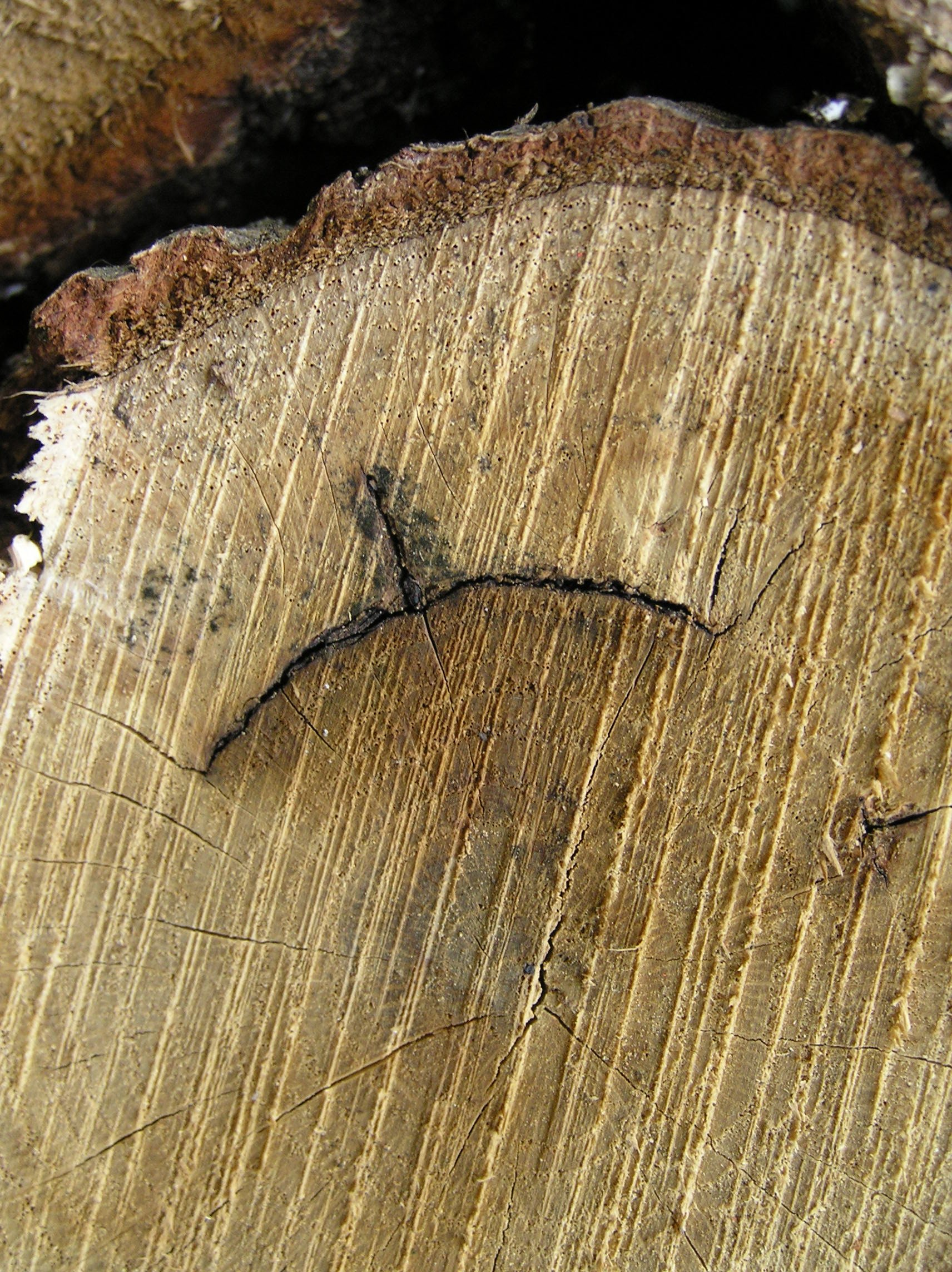
Zabitka zarośnięta na dębie szypułkowym
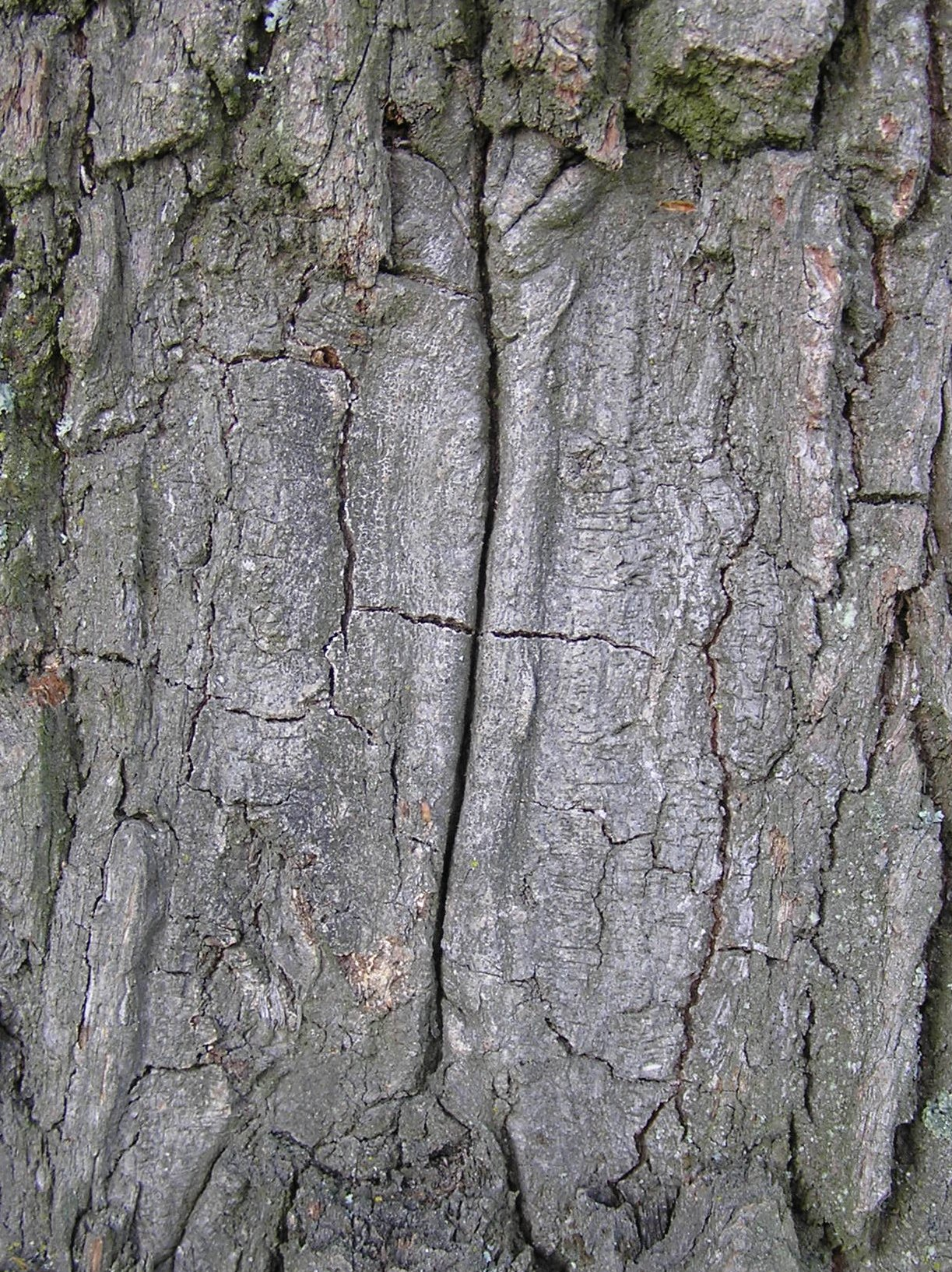
Zabitka zarośnięta na dębie szypułkowym
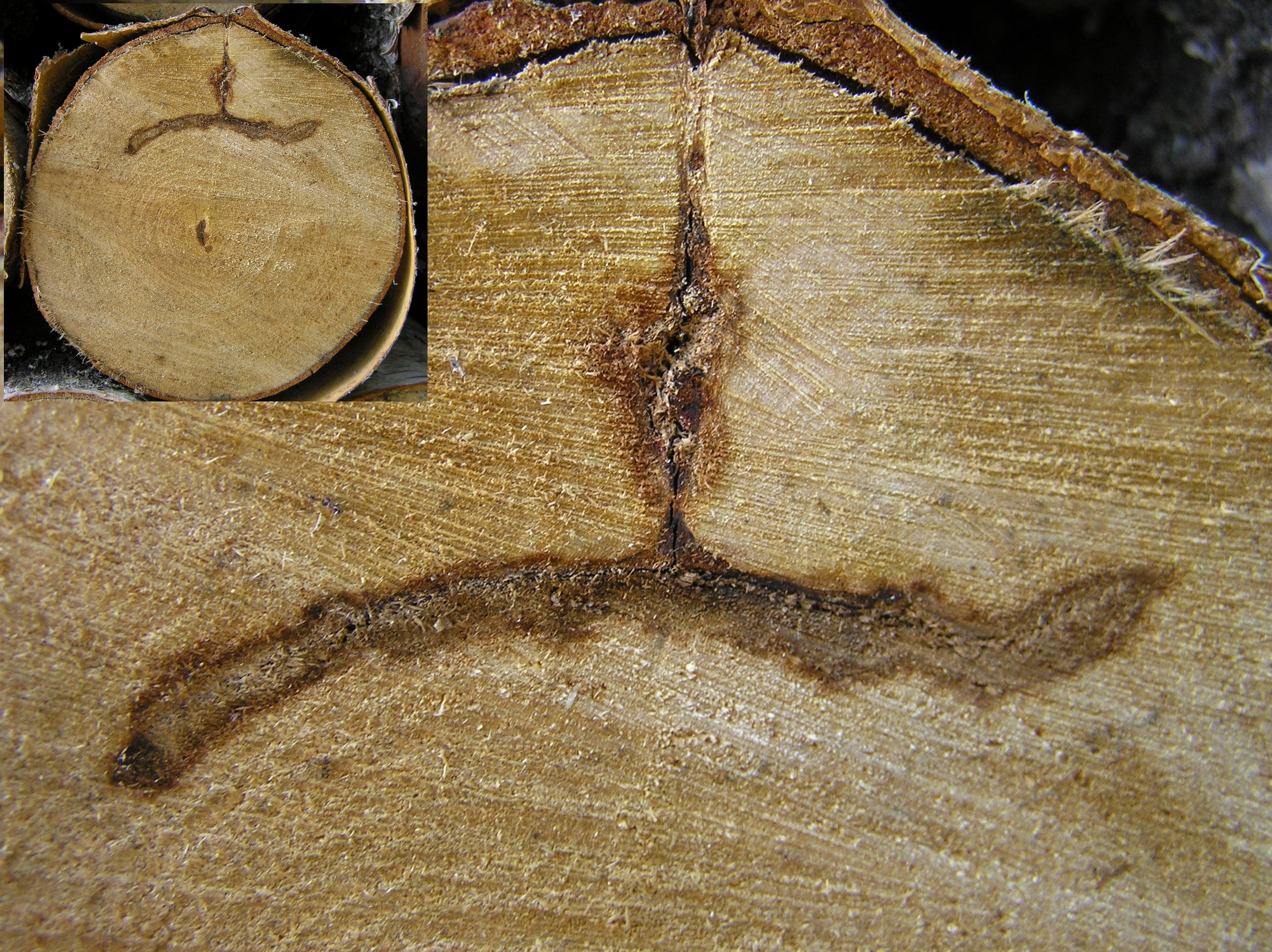
Zabitka zarośnięta na brzozie brodawkowatej

Osłabione drzewa mogą nie zdążyć zamknąć rany, atakowane są przez liczne grzyby, mogące spowodować zgniliznę.

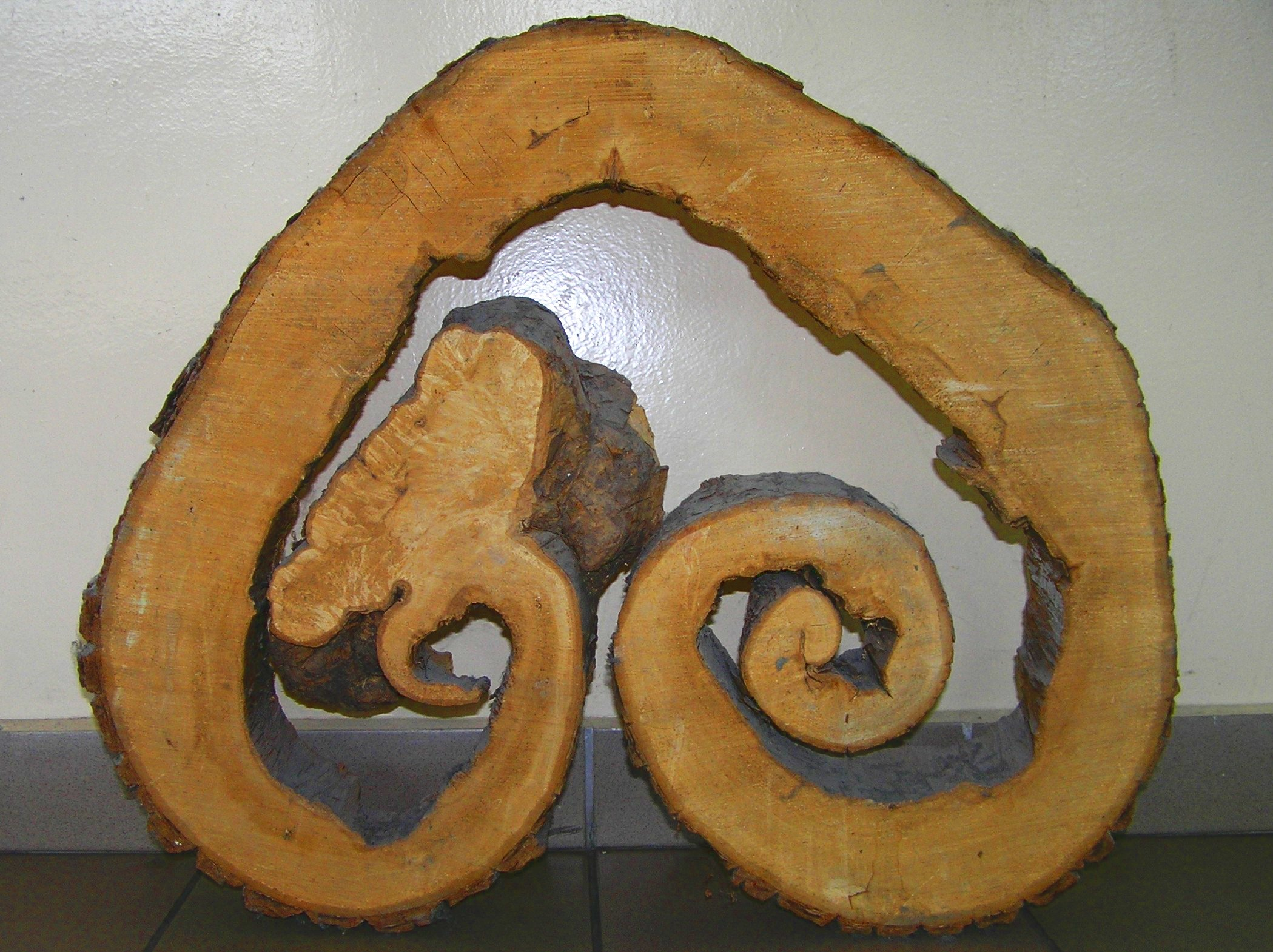
Specyficzne zarastanie wnętrza pnia po zranieniu drzewa w odziomkowej części olszy czarnej, zarażeniu i postępowaniu zgnilizny
Schemat specyficznego zarastania wnętrza pnia po zranieniu drzewa w odziomkowej części, zarażeniu i postępowaniu zgnilizny